# Sierakowice
Sierakowice [ɕɛrakɔˈvit͡sɛ] (kaschubisch Serakòjce; deutsch Sierakowitz) ist ein Dorf mit Sitz der gleichnamigen, zweisprachigen Landgemeinde im Powiat Kartuski (Powiat Karthaus) der polnischen Woiwodschaft Pommern.

## Geographie
Die Ortschaft liegt in der Kaschubei im ehemaligen Westpreußen, etwa fünfzig Kilometer westlich von Danzig.

## Geschichte

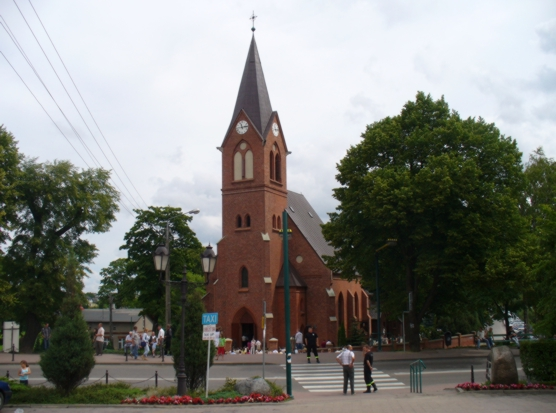
Dorfkirche

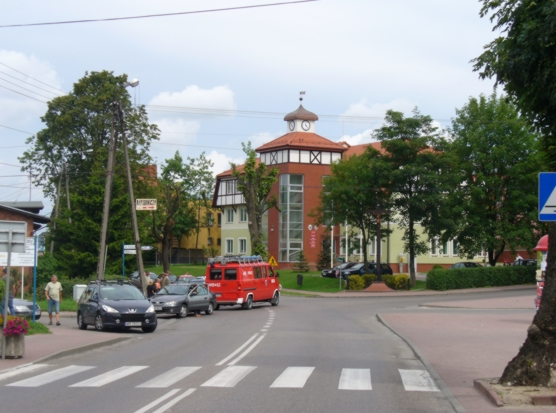
Gebäude im Ortszentrum

Im Rahmen der ersten polnischen Teilung kam Pommerellen mit Sierakowitz 1772 zum Königreich Preußen. Das Dorf wurde 1818 dem Landkreis Karthaus zugeordnet.  Im Jahr 1785 wird Sierakowicz oder Schirakowicz als ein adliges Gut mit einer katholischen Pfarrkirche und 22 Feuerstellen (Haushaltungen) bezeichnet; Das Gut war ein Stammsitz der Großgrundbesitzer-Familie Laßewski. Um 1840 saß der preußische Kreisdeputierte Vincent von Laßewski auf Sierakowitz.
Sierakowitz war bis 1920 ein Ort im Kreis Karthaus im Regierungsbezirk Danzig der Provinz Westpreußen des Deutschen Reichs.
Nach dem Ersten Weltkrieg gehörte Sierakowitz zu dem Teil Pommerellens, der aufgrund der Bestimmungen des Versailler Vertrags 1920 zum Zweck der Einrichtung des Polnischen Korridors an Polen abgetreten werden musste. Durch den Überfall auf Polen 1939 kam das völkerrechtswidrig annektierte Gebiet des Polnischen Korridors zum Deutschen Reich und wurde in den Reichsgau Danzig-Westpreußen eingegliedert.

### Bevölkerungsentwicklung
| Jahr | Einwohner | Anmerkungen           |
| ---- | --------- | --------------------- |
| 1818 | 032       | in sieben Wohnhäusern |
| 1905 | 1698      | [ 7 ]                 |
| 2010 | 5400      |                       |

## Gemeinde
Zur Landgemeinde Sierakowice gehören 23 Orte mit einem Schulzenamt.

## Verkehr
Das Dorf und die Landgemeinde Sierakowice liegen verkehrsgünstig am Schnittpunkt der zwei Woiwodschaftsstraßen 211 und 214, die den Ort in Nord-Süd- und Ost-West-Richtung verbinden. Bahntechnisch hat Sierakowice den Anschluss eingebüßt, der seit 1905 mit der Bahnlinie von Pruszcz Gdański (Praust) nach Łeba (Leba) bestand. Am 23. Juni 2000 erfolgte die Schließung der Strecke zwischen Kartuzy (Karthaus) und Lębork (Lauenburg (Pommern)).

## Persönlichkeiten
- Johann Jelinski (1898–1986), nordrhein-westfälischer Landespolitiker der KPD, wurde hier geboren.
- Walter Reiche (1913–2003), im Zweiten Weltkrieg Priester in Sierakowitz, 1999 mit der Ehrenbürgerschaft ausgezeichnet.